# Commelina rhodesica
Commelina rhodesica är en himmelsblomsväxtart som beskrevs av Nils Tycho Norlindh. Commelina rhodesica ingår i släktet himmelsblommor, och familjen himmelsblomsväxter.
Artens utbredningsområde är Zimbabwe. Inga underarter finns listade.